# Cossypha heinrichi
Cossypha heinrichi е вид птица от семейство Muscicapidae. Видът е световно застрашен, със статут Уязвим.

## Разпространение
Видът е разпространен в Ангола и Демократична република Конго.